# 朱晶晶
朱晶晶（Zhu Jingjing，1985年1月7日—），湖北沙市人，中国女子羽毛球运动员。

## 簡歷
1997年，12岁的的朱晶晶從湖北去到广东打羽毛球，至1999年被选进广东省队。在省队期间，她接连获得全国青少赛和全国冠军赛女单亚军，并开始参加国家青年队的集训。2001年，她被选进中国国家羽毛球二队试训，还被列入征战世青赛的阵容；但期間卻因急性腰间盘突出要入院治療，最後被逼回到广东。
2006年，朱晶晶代表廣東出戰全国羽毛球锦标赛，在女单决赛中反勝王琳获得冠军，後重新入選国家一队。
2007年11月，朱晶晶出戰越南羽毛球大獎賽女單賽事，在決賽中以2比0（21-10、21-10）击败日本选手平山優，贏得冠軍。
2008年11月，朱晶晶出戰中國羽毛球超級賽女單賽事。在半準決賽中，朱晶晶面對當時世界排名第一的周蜜，首局在落后4-7时竟然连下12分，以21比11先取一局；後續以拉吊结合满场奔跑的打法，以21比11再下一城。賽後，周蜜评价朱晶晶“虽然个子小，但是感觉有用不完的力，好恐怖！就像个超人一样！”。但最終，朱晶晶在決賽以0比2（15-21、13-21）败於隊友蔣燕皎，屈居亞軍。

## 主要比賽成績
只列出曾進入準決賽的國際賽事成績：
| 年份   | 賽事                 | 公開賽級別 | 項目     | 成績   |
| ------ | -------------------- | ---------- | -------- | ------ |
| 2007年 | 奧地利羽毛球國際賽   | 國際系列賽 | 女子單打 | 冠軍   |
| 2007年 | 菲律賓羽毛球公開賽   | 黃金大獎賽 | 女子單打 | 亞軍   |
| 2007年 | 碧特博格羽毛球大獎賽 | 大獎賽     | 女子單打 | 準決賽 |
| 2007年 | 越南羽毛球大獎賽     | 大獎賽     | 女子單打 | 冠軍   |
| 2008年 | 澳門羽毛球黃金大獎賽 | 黃金大獎賽 | 女子單打 | 準決賽 |
| 2008年 | 中國羽毛球超級賽     | 超級賽     | 女子單打 | 亞軍   |

| 2007-2017年 | 首要超級賽 | 超級賽 | 黃金大獎賽 | 大獎賽 | 國際挑戰賽 | 國際系列賽 | 未來系列賽 | 其他 |

| 2018-2026年 | 總決賽 | 超級1000賽 | 超級750賽 | 超級500賽 | 超級300賽 | 超級100賽 | 國際挑戰賽 | 國際系列賽 | 未來系列賽 | 其他 |

## 腳註
1. ↑  此時荊州市尚未建立。